# Liv Racing TeqFind
A Liv Racing TeqFind (código UCI: LIV) é uma equipa ciclista feminina dos Países Baixos de categoria UCI Women's Team, máxima categoria feminina do ciclismo de estrada a nível mundial.

## História
Criou-se em 2005 e em 2007 subiu ao profissionalismo, por isso é uma das equipas femininas mais longevas a nível internacional. Em 2006 fez-se com os serviços da prometedora Marianne Vos que por aquele então só tinha 19 anos conseguindo ela 10 das 11 vitórias da equipa e 25 dos 26 postos entre os três primeiros da equipa durante essa temporada em carreiras profissionais apesar de ser ainda uma humilde equipa amador neerlandêsa. Tal foi o impacto que teve esse contrato no ciclismo mundial que esta equipa, depois de várias mudanças de nome e de conseguir manter a Marianne em suas fileiras, tem conseguido ser um dos melhores no Ranking UCI e na Copa do Mundo na década de 2010. A única presença de Vos tem conseguido que ciclistas alinhem pela apenas pelo prestígio de pertencer a esta e correr junto a ela sem cobrar um salário fixo.
Na temporada de 2017 a equipa mudou de nome e foi patrocinada pela empresa holandesa de energia WM3 Energie. Para a temporada de 2019 novamente a equipa mudou de nome devido à associação com a Liv e a Giant.

## Material ciclista
A equipa utiliza bicicletas Giant e componentes Shimano.

## Sede
A equipa tem sua sede em Gravenmoer (Hoofdstraat 8, 5109 AC 's).

## Classificações UCI
A União Ciclista Internacional elabora o Ranking UCI de classificação dos ciclistas e equipas profissionais. A classificação da equipa e do seu ciclista mais destacada são as seguintes:
| Ano  | Classificação por equipas | Melhor corredora na classificação individual | Posição |
| 2006 | -                         | Marianne Vos                                 | 2.º     |
| 2007 | 2.º                       | Marianne Vos                                 | 1.º     |
| 2008 | 2.º                       | Marianne Vos                                 | 1.º     |
| 2009 | 3.º                       | Marianne Vos                                 | 1.º     |
| 2010 | 2.º                       | Marianne Vos                                 | 1.º     |
| 2011 | 1.º                       | Marianne Vos                                 | 1.º     |
| 2012 | 1.º                       | Marianne Vos                                 | 1.º     |
| 2013 | 3.º                       | Marianne Vos                                 | 2.º     |
| 2014 | 1.º                       | Marianne Vos                                 | 1.º     |
| 2015 | 1.º                       | Anna van der Breggen                         | 1.º     |
| 2016 | 2.º                       | Anna Van Der Breggen                         | 2.º     |
| 2017 | 4.º                       | Marianne Vos                                 | 3.º     |
| 2018 |                           |                                              |         |

A União Ciclista Internacional também elabora o ranking da Copa do Mundo de Ciclismo feminina de classificação dos ciclistas e equipas profissionais nestas provas de um dia. Desde 2016 foi substituído pelo UCI WorldTour Feminino no que se incluíram algumas provas por etapas. A classificação da equipa e da sua ciclista mais destacada são as seguintes:
| Ano  | Classificação por equipas | Melhor corredora na classificação individual | Posição |
| 2006 | -                         | Marianne Vos                                 | 56.ª    |
| 2007 | 2.º                       | Marianne Vos                                 | 1.ª     |
| 2008 | 5.º                       | Marianne Vos                                 | 3.ª     |
| 2009 | 2.º                       | Marianne Vos                                 | 1.ª     |
| 2010 | 3.º                       | Marianne Vos                                 | 1.ª     |
| 2011 | 1.º                       | Annemiek van Vleuten                         | 1.ª     |
| 2012 | 1.º                       | Marianne Vos                                 | 1.ª     |
| 2013 | 1.º                       | Marianne Vos                                 | 2.ª     |
| 2014 | 1.º                       | Marianne Vos                                 | 3.ª     |
| 2015 | 1.º                       | Anna van der Breggen                         | 2.ª     |
| 2016 | 3.º                       | Anna van der Breggen                         | 7.ª     |

## Palmarés
Para anos anteriores veja-se: Palmarés da CCC-Liv.

### Palmarés de 2020

#### UCI WorldTour de 2020
| Datas | Carreiras | Ganhadora |
|       |           |           |

#### UCI ProSeries de 2020
| Datas | Carreiras | Ganhadora |
|       |           |           |

#### Calendário UCI Feminino de 2020
| Datas | Carreiras | Ganhadora |
|       |           |           |

#### Campeonatos nacionais
| Datas          | Carreiras                                                      | Ganhadora        |
| 6 de fevereiro | [[Campeonato da África do Sul de Ciclismo Contrarrelógio (CRI) | Ashleigh Moolman |
| 8 de fevereiro | Campeonato da África do Sul de Ciclismo em Estrada             | Ashleigh Moolman |

## Elencos
Para anos anteriores, veja-se Elencos da CCC-Liv

### Elenco de 2019
| Integrantes da equipe 2019 | Integrantes da equipe 2019 | Integrantes da equipe 2019         | Integrantes da equipe 2019 |
| Ciclista                   | Data de nascimento         | Equipe anterior                    |                            |
| -------------------------- | -------------------------- | ---------------------------------- | -------------------------- |
| Valerie Demey              | 17 janeiro 1994            | Lotto Soudal Ladies (2018)         |                            |
| Jeanne Korevaar            | 24 setembro 1996           | Jan van Arckel (2015)              |                            |
| Evy Kuijpers               | 15 fevereiro 1995          | Jan van Arckel (2018)              |                            |
| Marta Lach                 | 26 maio 1997               | Mat Atom Deweloper (2018)          |                            |
| Riejanne Markus            | 1 setembro 1994            | Liv-Plantur (2016)                 |                            |
| Ashleigh Moolman Pasio     | 9 dezembro 1985            | Cervélo Bigla (2018)               |                            |
| Pauliena Rooijakkers       | 12 maio 1993               | Parkhotel Valkenburg-Destil (2017) |                            |
| Agnieszka Skalniak-Sójka   | 22 abril 1997              | Experza-Footlogix (2018)           |                            |
| Sabrina Stultiens          | 8 julho 1993               | Sunweb (2017)                      |                            |
| Inge van der Heijden       | 12 agosto 1999             |                                    |                            |
| Marianne Vos               | 13 maio 1987               |                                    |                            |
|                            |                            |                                    |                            |
| Fonte: ProCyclingStats     |                            |                                    |                            |

## Ciclistas destacadas
| - Andrea Bosman (2007-2008) - Lucinda Brand (2013-2015) - Anna van der Breggen (2014-2016) - Thalita De Jong (2012-2016) - Pauline Ferrand-Prévot (2012-2016) - Shara Gillow (2015-2016) - Loes Gunnewijk (2010-2011) - Angela Hennig (2008-2009) - Ludivine Henrion (2007) - Janneke Kanis (2009-2011) | - Anouska Helena Koster (2015-2016) - Katarzyna Niewiadoma (2014-2016) - Íris Slappendel (2012-2014) - Sabrina Stultiens (2012-2014) - Noortje Tabak (2007-2011) - Linn Torp (2006) - Annemiek van Vleuten (2009-2014) - Adrie Visser (2007-2008) - Liesbet de Vocht (2009-2010, 2012-2013) - Marianne Vos (2006-2016) |

- Nesta listagem encontram-se as ciclistas que tenham conseguido alguma vitória para a equipa.